# Bethan
Bethan ist ein weiblicher Vorname.

## Herkunft und Bedeutung
Der Name wird im Walisischen verwendet und ist dort eine Verkleinerungsform von Elisabeth.

## Bekannte Namensträgerinnen
- Bethan Huws (* 1961), walisische Objektkünstlerin
- Bethan Partridge (* 1990), britische Hochspringerin